# Volodymyr Stankevych
Volodymyr Stankevych –en ucraniano, Володимир Станкевич– (17 de mayo de 1995) es un deportista ucraniano que compite en esgrima, especialista en la modalidad de espada.
En los Juegos Europeos de Cracovia 2023 consiguió una medalla de bronce en la prueba individual. Ganó una medalla de plata en el Campeonato Europeo de Esgrima de 2017, en la prueba por equipos.

## Palmarés internacional
| Juegos Europeos    | Juegos Europeos    | Juegos Europeos   | Juegos Europeos    |
| Año                | Lugar              | Medalla           | Prueba             |
| ------------------ | ------------------ | ----------------- | ------------------ |
| 2023               | Cracovia (Polonia) | Medalla de bronce | Espada individual  |
| Campeonato Europeo |                    |                   |                    |
| Año                | Lugar              | Medalla           | Prueba             |
| 2017               | Tiflis (Georgia)   | Medalla de plata  | Espada por equipos |